# Барранд, Йоахим
Йоахим (Жоакен) Барра́нд (фр. Joachim Barrande; 11 августа 1799[…], Сог — 5 октября 1883[…], Ланценкирхен, Винер-Нойштадт) — французский и чешский учёный-палеонтолог и геолог, иностранный член-корреспондент Санкт-Петербургской академии наук (1877).

## Биография
Йоахим Барранд учился в Парижском политехническом училище (1824), затем был воспитателем внука французского короля Карла X — графа Шамбора (Генриха V).

60-летний Й. Барранд в наиболее продуктивный период своей жизни

После свержения французской монархии в июле 1830 года вместе с королевской семьёй уезжает в Шотландию, а в 1831 году — в Чехию (Богемию), которая в то время входила в состав Австрийской империи. Барранд детально изучил нижнепалеозойские отложения Средней и Западной Чехии. Своим капитальным трудом «Systeme silurien du centre de la Bohème» (1852), положив прочное основание в исследование фауны наиболее древних осадочных образований земной коры. Был сторонником «теории катастроф» по Кювье.
Барранд умер там же, где и его воспитанник граф де Шамбор — в австрийском Фросдорфе (спустя месяц после смерти графа).

## Вклад в науку
После того как в 1859 году увидела свет книга Чарлза Дарвина «Происхождение видов», многие ученые стали горячо поддерживать модную теорию. Но Барранд не поддался всеобщему увлечению. Он с самого начала отверг её, поскольку в палеонтологической летописи не нашёл ничего, что подтверждало бы справедливость этой теории. Барранд подчеркивал, что его труд призван «установить истину, а не выдумывать эфемерные теории» (курсив наш.— Ред.). На титульном листе каждого тома «Силурийской системы» Барранд поместил эпиграф: «C’est ce que j’ai vu» («То, что я увидел»)
Барранд замечал, что живые организмы, ископаемые остатки которых он изучал, находились на разной стадии развития. Однако он пришёл к правильному выводу: они принадлежали к одному виду, но отличались по возрасту. Он не обнаружил никаких фактов, которые свидетельствовали бы о переходе одного вида в другой. В книге «Окаменевший мир» («Zkamenilý svit») подводится итог деятельности Барранда: «Весь труд Барранда… целиком основан на фактах, и в этом главное его достоинство. На этом начальном этапе исследований домыслы и догадки, равно как и умозрительные теории, совершенно неуместны».
Йоахим Барранд умер в 1883 году, оставив после себя огромное количество научного материала. Ученые во всем мире отдают должное скрупулёзности этого исследователя. Благодаря тому что у Йоахима Барранда был трезвый, фактологический подход к работе, тщательно задокументированные результаты его исследований и сегодня используются учеными.

## Память
В честь Йоахима Барранда был назван пригород Праги, где проводились исследования (ныне один из пражских районов) — Баррандов (1928), киностудия, мост в Праге и геологическая структура в Чехии — баррандиен. Значительная часть его геологических и палеонтологических коллекций входит в коллекции Пражского национального музея.